# Ondřej Kolář (teolog)
Mgr. Ondřej Kolář, Th.D. (* 17. dubna 1978 Prostějov) je český teolog, překladatel, kazatel Českobratrské církve evangelické.

## Život
Kolář vystudoval Evangelickou teologickou fakultu Univerzity Karlovy a vzdělával se též na Evangelické teologické fakultě na vídeňské univerzitě. Poté na zmíněné pražské škole a na Ruprecht-Karls-Universität v Tübingenu absolvoval doktorská studia, jež zakončil disertační prací, v níž se zabýval problematikou nesmrtelné duše v současné teologii.
V rámci studií absolvoval roční vikariát v benešovském sboru Českobratrské církve evangelické a od počátku září 2008 kazatelsky působil v druhém brněnském sboru této církve. Ke konci listopadu 2011 své tamní působení ukončil a od 1. prosince 2011 byl druhým kazatelem sboru v Praze–Kobylisích. Po odchodu Miroslava Erdingera do sboru v Mělníce se stal statutárním farářem kobyliského sboru.
Vedle toho též přednáší na Evangelické teologické fakultě Univerzity Karlovy, kam v roce 2016 nastoupil jako odborný asistent na Katedru systematické teologie, dále přednáší na odborných konferencích a na mládežnických setkáních. Je členem redakce časopisu Český bratr.

## Literární dílo
Autorsky přispívá do časopisů Křesťanská revue, Český bratr či Getsemany. Jeho příspěvky se objevily i ve sbornících „Pojetí duše v náboženských tradicích světa“, „Výklady a časy“, „Zpytování“ nebo „Lutheranus 2009/2010“. Z německého jazyka překládá teologické texty („Kompendium evangelické dogmatiky“ či „Fundamentální teologie“).
Dlouhodobě se věnuje sakramentologii a ekumenickým otázkám s ní spojeným. Několik let spolupracoval se Středoevropským centrem misijních studií, kde se zaměřoval na systematicko-teologické zkoumání misie církve a na etiku misie. Pokouší se nově uchopit imanentní eschatologii tak, aby nebyla redukována jen na etickou výzvu ke spolupráci na Božím díle ve světě a uměla přesvědčivě odpovědět na otázku, v čem spočívá přítomnostní rozměr spásy v Kristu a jaký má vztah k lidské touze po naplněném pozemském životě.